# Stieńka Razin

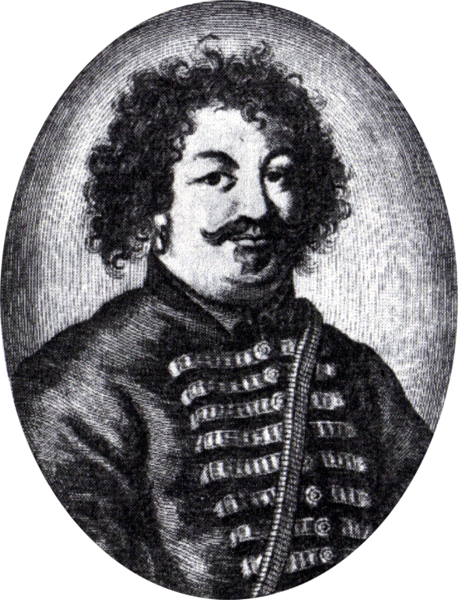
Stieńka Razin

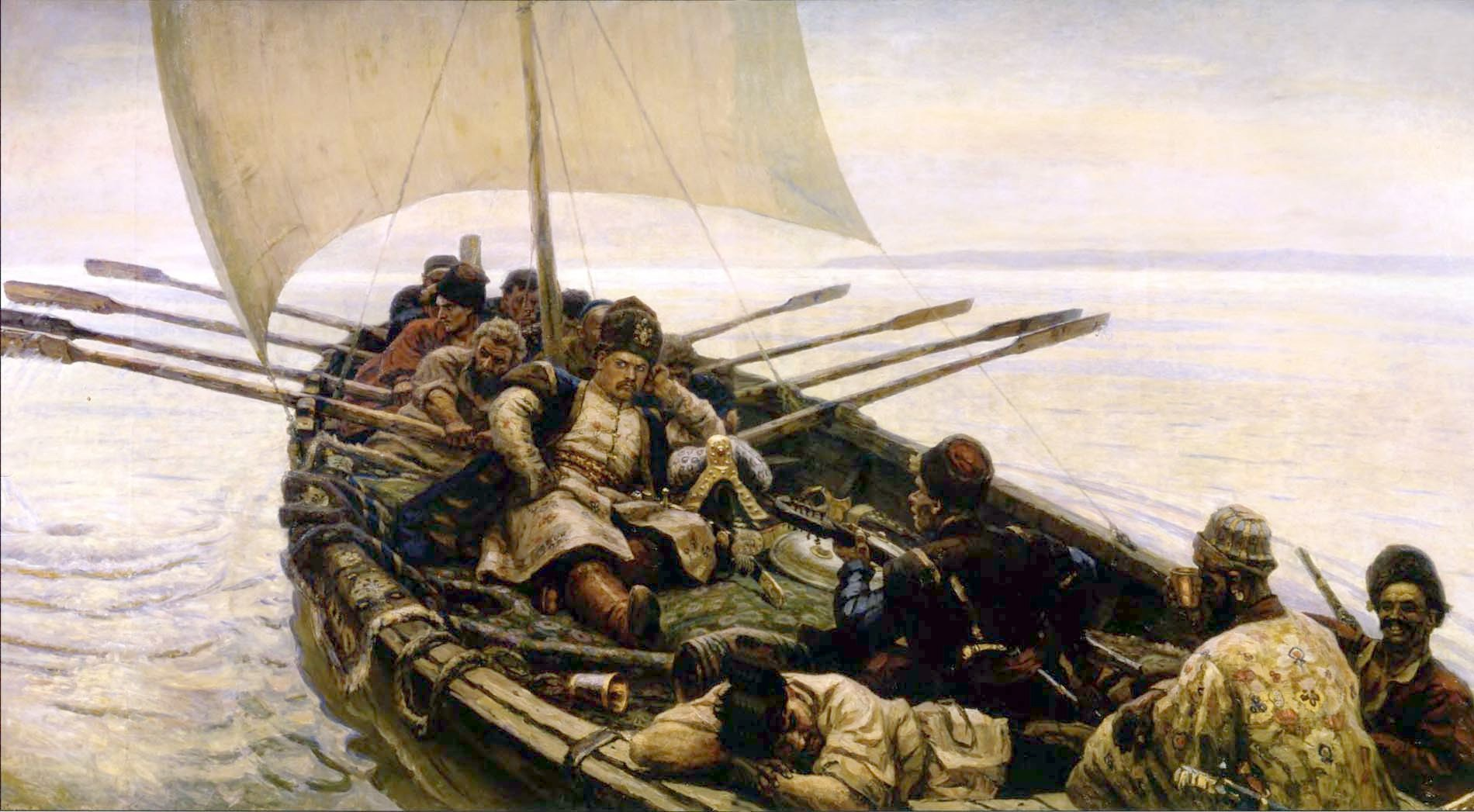
Stieńka Razin (Wasilij Surikow)

Stiepan Timofiejewicz Razin (ros. Степа́н Тимофе́евич Ра́зин, Сте́нька Разин) znany lepiej jako Stieńka Razin (ur. ok. 1630 w Stanicy Zimowiejskiej, zm. 6 czerwca?/16 czerwca 1671 w Moskwie) – kozak doński, przywódca powstania kozaków i chłopów rosyjskich przeciwko carskiemu samodzierżawiu w 1665 roku.
Stieńka Razin jest bohaterem pieśni Stieńka Razin znanej także pod tytułem „Волга, Волга, мать родная” (pol. tłum.: Wołga, Wołga...) oraz pierwszego rosyjskiego filmu fabularnego Stieńka Razin (Стенька Разин) nakręconego w roku 1908. O jego śmierci traktuje utwór Wolnej Grupy Bukowina Stieńka Riazin. Aleksandr Głazunow poświęcił mu poemat symfoniczny Stenka Razin op. 13 zadedykowany pamięci Aleksandra Borodina.

## Źródła (większość w języku rosyjskim)
- Manuskrypt Bieliajewski (XVII w.), zawierający dokładną kronikę powstania Razina
- Pytania do dyskusji na temat Razina, opracowywane przez cara Aleksandra
- Fantastyczna opowieść (z licznymi detalami) nieznanego angielskiego autora o zwycięstwie wojsk carskich nad Razinem
- Pismo T. Chebdona do R. Daniela o kaźni Razina
- Artykuły z zachodnich czasopism z lat 1670-1671
- Dysertacja Marcia o Rosji i Razinie
- Insarow, "Stiepan Timofejewicz Razin (1630—1671)"
- Skarby Stiepana Razina